# لودویک فن دین برگ
لودویک فن دین برگ (تلفظ هلندی: [ˈlo:dəʋɛik fɑn dəm ˈbɛr(ə)x]؛ ۲۴ مارس ۱۹۳۲ – ۱۶ اکتبر ۲۰۲۲) فضانورد اهل کشور هلند بود که در مأموریت اس‌تی‌اس-۵۱-بی حضور داشت.

## مرگ
فن دین برگ در ۱۶ اکتبر ۲۰۲۲ در سن ۹۰ سالگی درگذشت.

## یادداشت
1. ↑  In isolation, van and den are pronounced, respectively, [vɑn] and [dɛn].